# HR-Fernsehen
HR sau hr-fernsehen este un post de TV regional al grupului de televiziune german Hessischer Rundfunk, care transmite știrile din landurile Hessa, sediile sale aflându-se în Frankfurt pe Main.